# Andoa
Andoa o Andwa (també autodenominats kandwash) es un poble amerindi de l'Amazònia que habita entre l'Equador i el Perú. Se situen en la província de Pastaza (Equador) i el departament de Loreto (Perú) respectivament.

## Història
Van ser reconeguts com a nacionalitat indígena de l'Equador en el 2004. Després de la guerra de 1943 amb el Perú, van subsistir del costat peruà.

## Ubicació
Els andoas mil·lenaris se situen en la conca baixa del riu Bobonaza.

## Economia
Són productors agrícoles, i s'alimenten dels seus propis fruits i arrels silvestres que conreen; a més també obtenen els seus productes de la caça.